# Victor Lafosse
Victor Lafosse foi um ciclista francês. Ele terminou em último lugar no Tour de France 1924.